# Коммутация каналов
Сеть с коммутацией каналов — вид телекоммуникационной сети, в которой между двумя узлами сети должно быть установлено соединение (канал), прежде чем они начнут обмен информацией. Данное соединение на протяжении всего сеанса обмена информацией может использоваться только указанными двумя узлами. После завершения обмена соединение должно быть соответствующим образом разорвано.

## Примеры
Типичным примером являются ранние телефонные сети. Абонент должен попросить оператора соединить его с другим абонентом, подключённым к тому же коммутатору или иному коммутатору через линию связи (и другому оператору). В любом случае, конечным результатом было физическое электрическое соединение между телефонными аппаратами абонентов в течение всего разговора. Проводник, задействованный для подключения, не мог быть использован для передачи других разговоров в это время, даже если абоненты на самом деле не разговаривали и на линии была тишина.
Позже стало возможным уплотнение одной физической линии для образования в ней нескольких каналов, например, с помощью мультиплексирования с разделением по времени (англ. Time Division Multiplexing, TDM). Несмотря на это, один канал уплотнённой линии также мог использоваться лишь одной парой абонентов.
Широко известными примерами сетевых технологий с коммутацией каналов являются сети X.25, ATM и Frame Relay. Также, технику коммутации каналов использовал интерфейс QuickRing.

## Преимущества
1. Высокая стабильность параметров канала во времени.
2. Отсутствие необходимости в передаче служебной информации после установления соединения.
3. Коммутация каналов может использоваться как в аналоговых, так и в цифровых сетях связи, в отличие от коммутации пакетами, которая возможна только в цифровых сетях.

## Недостатки
Коммутация каналов считается недостаточно эффективным способом коммутации, потому что канальная ёмкость частично расходуется на поддержание соединений, которые установлены, но (в настоящее время) не используются.

## Альтернатива
Коммутация каналов принципиально отличается от коммутации пакетов, при которой передаваемые данные (например, оцифрованный звук или данные по компьютерной сети) разделяются на отдельные пакеты, которые отдельно передаются через сеть общего пользования.